# Aphra missionum
Aphra missionum là một loài bướm đêm thuộc phân họ Arctiinae, họ Erebidae.